# (659) Нестор
(659) Нестор (др.-греч. Νέστωρ) — крупный троянский астероид Юпитера, двигающийся в точке Лагранжа L4, в 60° впереди планеты. Астероид открыл 23 марта 1908 года немецкий астроном Макс Вольф в обсерватории Хайдельберг-Кёнигштуль в Германии и назвал в честь Нестора, согласно древнегреческой мифологии царя города Пилоса.

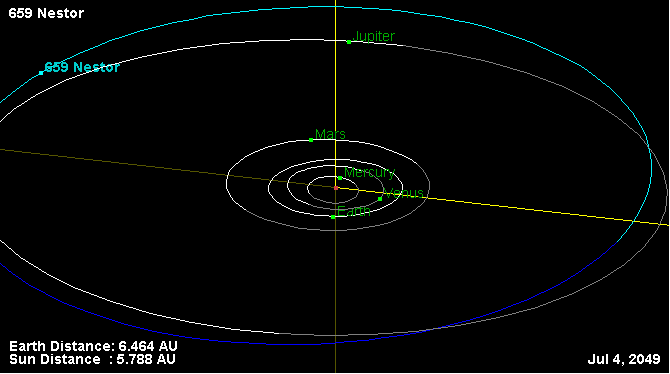
Орбита астероида Нестор и его положение в Солнечной системе

Покрытие звёзд этим астероидом было зафиксировано 30 июня 2006 года, тогда астероид прошёл на фоне звезды TYC 6854-00630, в результате в течение 9,52 секунды звезда находилась за астероидом, это позволило примерно оценить его диаметр в 109 км.